# Priorat Rippoldsau
Das Priorat Rippoldsau war ein Priorat des Klosters Sankt Georgen im Schwarzwald in Rippoldsau im mittleren Schwarzwald, heute ein Ortsteil von Bad Rippoldsau-Schapbach.

## Geschichte
Eine Urkunde Papst Alexanders III. (1159–1181) für das Kloster Sankt Georgen im Schwarzwald erwähnt zum 26. März 1179 erstmals die Zelle des heiligen Nikolaus auf dem Gut Rippoldsau im Wolftal, ein Priorat im Besitz des Schwarzwaldklosters an der Brigach. Kirchenvögte waren die Herren von Wolfach, ab 1306 die Grafen von Fürstenberg. Im Zuge des Übertritts des Grafen Wilhelm von Fürstenberg zum Protestantismus wurde 1537 in Rippoldsau die Reformation eingeführt und die Klostergüter eingezogen. Die Konventualen flüchteten nach Villingen, konnten aber 1549 – nach Rücknahme der Reformation – wieder nach Rippoldsau zurückkehren. Nach dem Tod des Priors Georg Wachter (1570) sah sich indes der in Villingen residierende St. Georgener Abt  erst 1577 im Stande, das Priorat wieder zu besetzen. Aus dem 17. Jahrhundert ist über das neuerbaute Kloster wenig zu erfahren, im Dreißigjährigen Krieg kam das monastische Leben fast zum Erliegen. Im 18. Jahrhundert bildete sich zum Priorat Rippoldsau eine Marienwallfahrt aus, die den Mönchen eine verstärkte Bautätigkeit ermöglichte.
Im Jahr 1802 wurde das Priorat badisch, säkularisiert und 1822 eine eigene Pfarrei gegründet. Das 1769/70 unter Abt Coelestin Wahl und Prior Beda Reichert erbaute Klostergebäude dient seit der Säkularisation als Pfarrhaus. Die Pläne zum Neubau des Klosters stammten von Baumeister Franz Joseph Salzmann, ausgeführt wurden sie von Baumeister Caspar Fritsche. Die heutige Pfarr- und Wallfahrtskirche wurde 1828/29 durch den Weinbrenner-Schüler Christoph Arnold im neuklassizistischen Stil erbaut. Das Wallfahrtsbild, eine Pietá, stammt aus dem 15. Jahrhundert. Die großen Wandbilder stammen vom Freiburger Künstler Wilhelm Dürr.

### Prioren von Rippoldsau (nicht vollständig)
- Johannes von Falkenstein (ab 1141), wohl erster Prior in Bad Rippoldsau
- Werner (vor 1273–1279)
- Dietrich von Schwabenhausen (1359 und 1365 erwähnt)
- Konrad der Kanzler (1375 und 1379 erwähnt)
- Johannes Münser von Sünchingen (1452)
- Eberhart Bletz von Rotenstein (1492–1500)
- Johannes Beck (1506–1520)
- Johann v. Heckelbach (1545)
- Jakobus Lang (ab 1550)
- Bartholome Mayer (1552–1559)
- Samuel Metzler (1563–1564)
- Christoph Schiesser (1564–1565)
- Nicodemus Luibolt (1565)
- Georg Wolhueter (1565–1570)
- Georg Wachter (1570–1571)
- Nicodemus Bubeli (1571)
- Philipp Dreher (1571–1576)
- Blasius Schönlin (1577–1583)
- Georg Michael Gaisser (1583–1588)
- Konrad Braun (1588–1590)
- Georg Haidlauf (1590–1592)
- Martin Stark (1603–1606) erste Amtszeit
- Jakob Sätzlin (1606–1610)
- Martinus Schlecht (ab 1610)
- Melchior Haug (1613–1615)
- Bartholomeus Keffer (1615–1626)
- Georg Gaisser (1626–1627)
- Maurus Blau (1628–1629)
- Martin Stark (1629–1632) zweite Amtszeit
- Jakob Starck (1632–1634)
- Georg Mayer (1634)
- Johannes Kress (ab 1635) erste Amtszeit
- Matthaeus Lecher (1646)
- Theoger Gästlin (1651–1654)
- Franziskus Scherer (1658)
- Johannes Kress zweite Amtszeit
- Heinrich Arck Carmelita (1660–1662)
- Benedikt Heim (1662)
- Theoger Seiffart (ab 1671)
- Gottfried Guttgfell (ab 1679) erste Amtszeit
- Georg Zopp (ab 1685)
- Placidus Zellenberger (ab 1693)
- Gottfried Guttgfell (1696–1698)
- Pirminius Mohr (1698–1710)
- Leopold Glückherr (1710–1712)
- Anselmus Schuch (ab 1712)
- Beda Rieple (ab 1716)
- Eugenius Spretter (ab 1725)
- Wilhelm Schlenker (ab 1728) erste Amtszeit
- Johann Baptist Amma (ab 1733) erste Amtszeit
- Gottfried Steierth
- Wilhelm Schlenker (1736–1740) zweite Amtszeit
- Joseph Baumgartner (1740–1741)
- Werner Stocker (1741–1743)
- Theoger Holl (1743–1743)
- Johann Baptist Amma (1745) zweite Amtszeit
- Wilhelm Schlenker (1755) dritte Amtszeit
- Johann Baptist Amma (bis 1769) dritte Amtszeit
- Beda Reichert (1769–1772)
- Anselmus Schababerle (1772–1778)
- Romanus Bayer (1773–1778)
- Theodor Mayer (1778–1784)
- Bernhard Lenz (1784–1789)
- Placidus Engesser (1789–1791)
- Philipp Jakob Motsch (1791–1802), letzter Prior bis zur Säkularisation